# Isabelle Hénault
Isabelle Hénault (PhD) és una psicòloga i sexòloga quebequesa que exerceix a la Universitat del Quebec, a Mont-real (Canadà). La Dra. Hénault ha desenvolupat una relació i programa d'educació sexual per a persones amb autisme. Participa en nombroses iniciatives de recerca internacional que involucren l'educació socio-sexual i les relacions interpersonals.
La Dra. Hénault és l'autora del llibre La Síndrome d'Asperger i la Sexualitat: de l'adolescència a l'edat adulta.

## Publicacions
- Hénault, Isabelle. Le syndrome d'Asperger et la sexualité: de la puberté à l'âge adulte [La Síndrome d'Asperger i la Sexualitat: de l'adolescència a l'edat adulta] (en francès).  Chenelière éducation, 2005. ISBN 9782765009351.
- Hénault, Isabelle. Sexualité et syndrome d'Asperger: Éducation sexuelle et intervention auprès de la personne autiste [Sexualitat i síndrome d'Asperger: educació sexual i intervenció amb la persona autista] (en francès).  De Boeck Supérieur, 2010 (Questions de personne. Série TED). ISBN 9782804137830.